# Ей Ти Би
Андре Танебергер (на немски: André Tanneberger), по-известен като Ей Ти Би (на английски: ATB), е немски DJ, музикант и продуцент на транс и денс музика. Според официалните световни класации за диджеи, администрирани от сп. Диджей, Ей Ти Би е на 11-о място през 2009 и 2010, и на 15-о през 2011. През 2011 година той е номер 1 в ранглистата на Диджей Лист. Неговият върховен момент на слава е сингълът 9 PM (Till I Come), което е сингъл номер едно в ОК.

## Кариера
Сред едно от първите му попадения е песента „9pm (Till I Come)“, която през 1999 покорява класациите на Великобритания. Китарният акорд, включен в песента става изключително популярен. Същият този акорд се превръща в запазена марка за ранните му хитове. ATB не престава да променя стила си и с всеки нов албум да еволюира. Характерно за неговите парчета са вокалите и пианото.
Въпреки че за Великобритания ATB издава само няколко сингъла „Don't Stop!“ (No.3, продадени 300 000 копия) и „Killer“ (No.4, продадени 200 000 копия), той насочва вниманието си към публиката в своята родина – Германия и тази в останалата част на континентална Европа. Той издава песента „I Don't Wanna Stop“, както и кавър на песента на Олив – „You're Not Alone“.
През 2000 издава двойния албум „Two Worlds“, който включва различни видове музика за различни настроения.
Последните му хитове са от албума му „No Silence“ ot 2004 – „Ecstasy“ и „Marrakech“.
През 2005 ATB издава „Seven Years“ – компилацията, която включва 20 от неговите хитове – „The Summer“, „Long Way Home“, „I Don't Wanna Stop“ и др., а също така и шест нови песни – „Humanity“, „Let U Go (2005 Reworked)“, „Believe in Me“, „Trilogie, Pt. 2“, „Take Me Over“, и „Far Beyond“. Много от късните продукции на ATB са с вокалите не Роберта Картър Харисън – вокалистка на канадската група Wild Strawberries.
На 13 април излезе сингълът „Renegade“, заедно с Heather Nova.
ATB издаде „Trilogy“ на 27 април 2007.

## Дискография

### Албуми
- Movin' Melodies (1999)
- Two Worlds (2000)
- Dedicated (2002)
- Addicted to Music (2003)
- No Silence (2004)
- Seven Years: 1998 – 2005 (2005)
- Trilogy (2007)
- Future Memories (2009)
- Distant Earth (2011)

### Сингли
- 9pm (Till I Come) (1998)
- Don't Stop! (1999)
- Killer (1999)
- The Summer (2000)
- The Fields of Love (с участието на York) (2000)
- Let U Go (2001)
- Hold You (2001)
- You're Not Alone (2002)
- I Don't Wanna Stop (2003)
- Long Way Home (2003)
- The DJ – In Love With The DJ / Sunset Girl (2003) (Vinyl Single Only)
- Marrakech (2004)
- Ecstasy (2004)
- The DJ 2 – Here With Me / IntenCity (2004) (Vinyl Single Only)
- Believe in Me (2005)
- Humanity (2005)
- Let U Go reworked (2005)
- The DJ 3 – Summer Rain (2006) (Vinyl Single Only)
- Renegade (2007)
- Feel alive (2007)
- Justify (2007)
- Wrong Medication с участието на Jades (2008)
- What About Us/L.A. Nights (2009)
- ATB – Move On (2013)